# ローレンス・ジョンソン
ローレンス・ジョンソン（Lawrence ("LoJo") Johnson、1974年5月7日 - ）は、アメリカ合衆国の陸上競技選手。1990年代後半から2000年代にかけて活躍した男子棒高跳選手。2000年シドニーオリンピックの銀メダリストである。バージニア州ノーフォーク出身。

## 経歴
ジョンソンは、1989年に棒高跳を始めた。1996年には5m98の自己ベストをマーク。同年のアトランタオリンピックには、アフリカ系アメリカ人の棒高跳選手として初めてのオリンピック出場を果たした。
ジョンソンは、アトランタに次いで2回目のオリンピックとなった2000年シドニーオリンピックにおいて、同じアメリカのニック・ハイソング、ロシアのマクシム・タラソフ、ドイツのミヒャエル・シュトレとともに5m90を成功。4人とも次の5m96を失敗し5m90で4人が並んだが、この高さを一度でクリアしたハイソングが金メダル、2度目に成功したジョンソンが銀メダルを獲得した。ジョンソンのメダルは、この種目でアフリカ系の選手が獲得した初めてのメダルとなった。
ジョンソンは、世界室内陸上でも、1997年の大会で2位、2001年には優勝を果たしている。現在は、サウスカロライナ大学でコーチを務めている。

## 自己ベスト
- 棒高跳（屋外） - 5m98 (1996年5月25日)
- 棒高跳（屋内） - 5m96 (2001年3月3日)

## 主な実績
| 年   | 大会               | 場所                       | 種目   | 結果    | 記録 |
| ---- | ------------------ | -------------------------- | ------ | ------- | ---- |
| 1995 | ユニバーシアード   | 福岡(日本)                 | 棒高跳 | 2位     | 5m90 |
| 1996 | オリンピック       | アトランタ(アメリカ合衆国) | 棒高跳 | 8位     | 5m70 |
| 1997 | 世界室内陸上選手権 | パリ(フランス)             | 棒高跳 | 2位     | 5m85 |
| 1997 | 世界陸上選手権     | アテネ(ギリシャ)           | 棒高跳 | - （q） | NM   |
| 2000 | オリンピック       | シドニー(オーストラリア)   | 棒高跳 | 2位     | 5m90 |
| 2001 | 世界室内陸上選手権 | リスボン(ポルトガル)       | 棒高跳 | 1位     | 5m95 |

- qは予選